# Nuklearna elektrana Neckarwestheim
Nuklearna elektrana Neckarwestheim (kratica GKN prema njem.: Gemeinschaftskraftwerk Neckar) je nuklearna elektrana u Neckarwestheimu (okrug Heilbronn, Njemačka). To je ujedno i najstarija nuklearna elektrana koja je u normalnom radu u Njemačkoj. 

## Nuklearna elektrana Neckarwestheim 1
Nuklearna elektrana Neckarwestheim 1 ili GKN 1 je u radu od 1976. i ima snagu 840 MW. Od 17. ožujka 2011. je zatvorena zbog tromjesečnog moratorija na sve nuklearne elektrane u Njemačkoj, koji je objavila premijerka Angela Merkel, ali poslije toga nije nastavila rad i najvjerojatnije neće više biti vraćena u normalan rad. Od ukupne snage, Nuklearna elektrana Neckarwestheim 1 je isporučivala trofaznu struju snage 567 MW i frekvencije 50 Hz, te 174 MW (frekvencije 16,7 Hz) za pogon lokomotiva na željeznici. To je bio ujedno i najveći svjetski električni generator za monofaznu trofaznu struju. Priključak na elektroenergetski sustav je imao 21 000 V i jačinu struje 27 000 A, dok za željeznički energetski sustav je imao 14 500 V i jačinu struje 12 000 A.

### Nuklearna elektrana Neckarwestheim 2
Nuklearna elektrana Neckarwestheim 2 ili GKN 2 je u radu od 1988. i ima snagu 1400 MW.  Priključak na elektroenergetski sustav ima 27 000 V i jačinu struje 35 000 A. Za razliku od GKN 1, priključak na elektroenergetski sustav nema električni generator za monofaznu trofaznu struju, ali se jedan dio preko transformatora pretvara za pogon lokomotiva na željeznici. 

## Tehnički podaci
Dimenzije zaštitne zgrada napravljene od armiranog betona su:
- visina: 26,8 metara,
- ukupna širina: 40,4 metara,
- širina nadogradnje: 12 metara,
- visina nadogradnje: 19,25 metara,
- širina strojarnice: 42,4 metara,
- sveukupna duljina: 52,4 metara.

### Rashladni tornjevi
Da bi se izbjeglo pregrijavanje rijeke Neckar, izgrađeni su rashladni tornjevi, koji su neobičnih oblika. Nuklearna elektrana Neckarwestheim 1 ima dva reda rashladnih tornjeva, svaki duljine 186,8 metara i visine 18 metara. Nuklearna elektrana Neckarwestheim 2 koristi hibridni rashladni toranj, visine 51,22 metra. U početku je planirano da se koristi mokri rashladni toranj, ali je na kraju odlučeno da se izgradi suhi rashladni toranj, koji ima manji utjecaj na okoliš (ali i skuplja gradnja). Hibridni rashladni toranj ima dimenzije:
- ukupna visina: 51,22 metra,
- visina u odnosu na tok rijeke Neckar: 48 metara,
- promjer otvora: 160 metara,
- promjer temelja: 120 metara,
- visina dimnjaka: 24,97 metara,
- promjer izlaza zraka: 73,6 metara,
- snaga rashlađivanja: 2 500 MW.

### Kvarovi na nuklearnoj elektrani
- 1977. se dogodio jedan od najvećih kvarova na nuklearnim elektranama u Njemačkoj. Uzrok je bio u novom neiskusnom osoblju koji su upravljali elektranom, što je dovelo do oštećenja sekundarnog rashladnog kruga, kvaru na ventilima i gašenju nuklearnog reaktora.
- 27. srpnja 2004. voda je bila zagađena s 2 megabekerela radijacije i ispuštena je iz Nuklearne elektrane Neckarwestheim 2 u rijeku Neckar. Po prvi puta je u Njemačkoj operator nuklearnom elektranom kažnjen s 25 000 eura kaznom i smjenjivanjem glavnog direktora.

## Njemačka odluka o prijevremenom zatvaranju svih nuklearki do 2022.
Njemačka je vlada 30. svibnja 2011. objavila svoju odluku o zatvaranju svih 17 nuklearnih elektrana do 2022. Ista je vlada odmah nakon nesreće u nuklearnoj elektrani Fukushima I zatvorila, tada privremeno, 7 najstarijih nuklearki koje su po dizajnu slične Nuklearnoj elektrani Fukushimi Daiichi (kipući reaktor). Trenutno je obustavljena i osma nuklearka, a najkasnije do 2021. plan je zatvoriti narednih 6 i zadnje 3 godinu poslije.
Službenu izjavu o zatvaranju prati i najava velikih promjena u njemačkom elektroenergetskom sustavu, smanjivanje potrošnje električne energije za 10 % i jasno još veće oslanjanje na obnovljive izvore energije u iznosu od 35 % do 2022. Premda je ovo više nego tehnički izazovno, jer Njemačka već vrlo racionalno troši električnu energiju i ima natprosječno veliki udio korištenja varijabilne i slabo predvidive energije vjetra i Sunca, to je vjerojatno moguće izvesti, ali ostaje za vidjeti uz koju cijenu. Ne samo da će ovime Njemačka imati značajno skuplju električnu energiju, već je vrlo izvjesno da će trebati značajno uvoziti iz nuklearki u Francuskoj, elektrana na ugljen iz Poljske ili će sama morati graditi dodatne fosilne izvore (time se dakle ponašati upravo suprotno kako svojoj antinuklearnoj orijentaciji, tako i nastojanju da se smanji emisija stakleničkih plinova). Jasno je da će time utjecati i na porast cijene električne energije u regiji. Austrija i Italija su poznate nenuklearne zemlje koje uvoze električnu energiju proizvedenu u nuklearkama susjednih zemalja. Njemački planovi da smanji 40 % emisije CO2 do 2020. ovime za jedne izgledaju realniji, a za druge posve neostvarivi. 
Nuklearne elektrane su 2010. proizvele 22 %električne energije u Njemačkoj, a obnovljivi izvori energije 17% (ostalo su fosilni izvori s dominacijom ugljena). Dodatno povećanje udjela obnovljivih izvora energije na 35% se planira korištenjem energije vjetra, Sunca, hidroenergije, geotermalne energije i biomase iz otpada. Problem za sebe, ekonomski i tehnički, predstavlja činjenica da je većina vjetroelektrana na sjeveru, a industrija i nuklearke na jugu.

### Antinuklearni prosvjedi
14. ožujka 2011. je nekoliko desetaka tisuća ljudi formiralo ljudski lanac između Nuklearne elektrane Neckarwestheim i Stuttgarta, na prosvjedu kojim su pozivali na zatvaranje te elektrane. Više od 100 000 ljudi sudjelovalo je u antinuklearnim prosvjedima, kojima su pozivali na zatvaranje nuklearnih centrala zbog dramatičnih zbivanja u Japanu, u više od 450 gradova. Prosvjednici smatraju da nijedna od 17 nuklearnih elektrana u Njemačkoj ne bi trebala dobiti radnu dozvolu zbog sigurnosti.

## Slike
- Nuklearna elektrana Neckarwestheim 1 (desno) rashladni toranj Nuklearne elektrane Neckarwestheim 2 (lijevo).
- Rashladni toranj Nuklearne elektrane Neckarwestheim 1.
- Hibridni rashladni toranj, visine 51,22 metra.
- Nuklearna elektrana Neckarwestheim 1.
- Nuklearna elektrana Neckarwestheim iz daljine.
- Nuklearna elektrana Neckarwestheim 1979. Nuklearna elektrana Neckarwestheim 1 je u normalnom radu, dok je Nuklearna elektrana Neckarwestheim 2 u gradnji.